# Alberto Díaz
Pour les articles homonymes, voir Diaz.
Alberto Díaz, né le 23 avril 1994 à Malaga en Espagne, est un joueur espagnol de basket-ball. Il évolue au poste de meneur.

## Palmarès
- Vainqueur de la Supercoupe d'Espagne 2024
- Vainqueur de la Coupe intercontinentale 2024
- Vainqueur de l'EuroCoupe 2017
- MVP des Finales de l'EuroCoupe 2017
- Finaliste du championnat d'Europe -20 ans 2014